# Santaolalla (álbum)
Santaolalla es el primer álbum solista del músico de rock argentino Gustavo Santaolalla, lanzado en 1982. Incluido como N.º 86 entre los 100 mejores de la historia del rock argentino (Rolling Stone).

## Circunstancias
A comienzos de 1982, Gustavo Santaolalla (exlíder de la banda Arco Iris), lanzó un álbum renovador titulado precisamente Santaolalla, acompañado por una banda integrada por Alfredo Toth (bajo), Willy Iturri (batería), Alejandro Lerner (teclados), Rubén Rada (congas), Oscar Kreimer (saxo), Osqui Amante (percusión) y Mónica Campins (coros).

## Contenido
El primer corte del álbum es "Ando Rodando", en el que Santaolalla cuenta "en qué anda". Además de su valor artístico, el tema no carece de valor histórico, ya que Santaolalla se radicó en Los Ángeles (Estados Unidos) en la década del 70, en un momento en que, sobre todo en Sudamérica, el pensamiento general era que no existía mercado en los Estados Unidos para el rock en español. Pese a ello, Santaolalla se instaló en California, y a partir de la década de 1990 se convirtió en uno de los productores y referentes musicales decisivos del rock latino, orientando a bandas y músicos como Molotov (México), Café Tacuba (México), Bersuit Vergarabat (Argentina) y Jorge Drexler (Uruguay), entre muchos otros.
Otros temas destacados del álbum son "Hasta el día en que vuelvas" y "Mamá, amigos tengo una TV color". "Vasudeva", uno de los clásicos de Arco Iris, es el único tema "viejo" del álbum, y es sugestivo que sea el que lo abre.

## Lista de temas
1. Vasudeva - 05:13
2. No te hagas rogar - 02:32
3. María de los Ángeles - 03:54
4. Si me llaman por teléfono no estoy - 04:29
5. Hilda y el hermano - 04:34
6. Ando rodando - 03:25
7. Mamá, amigos, tengo una TV color - 03:57
8. Sé que va a salir el sol - 04:12
9. A través de ti - 03:07
10. Compañeros del sendero - 04:36
11. Hasta el día en que vuelvas - 04:22